# Adolf Steinmetz
Adolf Heinrich Karl Steinmetz (né le 14 janvier 1868 et mort en 1919) est un ingénieur allemand. Il est député au Landtag d'Alsace-Lorraine de 1911 à 1918.

## Biographie
Adolf Steinmetz voit le jour à Durlach, dans l'agglomération de Karlsruhe, le 14 janvier 1886. Après des études à l'école élémentaire luthérienne, puis à l'école secondaire, il intègre l'Institut de technologie de Karlsruhe, où il étudie l'architecture. Steinmetz s’installe en 1892 dans le district de Lorraine. D'abord associé dans un cabinet d'architecte de Montigny-les-Metz, il travaille ensuite seul, à partir de 1903. Steinmetz sera actif dans la région messine pendant toute la période wilhelmienne. On lui doit notamment, en 1905, l'immeuble situé 19 rue du rempart Saint-Thiébault à Metz. En 1902, Steinmetz devient membre de la commission des routes de l'arrondissement de Metz-Campagne. Officier de réserve comme la plupart des notables de cette époque, il sera par la suite promu Hauptmann de la Landwehr en 1908.
Dans le paysage politique régional, on assiste à l’implantation progressive des partis politiques de type allemand, corrélativement à l’émergence d’une politique régionale propre au Reichsland et à ses enjeux. Intéressé par la politique, Steinmetz devient membre du conseil municipal de Montigny-lès-Metz en 1902. Il sera ensuite élu maire de la commune, puis maire honoraire. 
Steinmetz est ensuite élu dans la circonscription de Montigny-Sablon, comme indépendant, aux élections du Landtag d'Alsace-Lorraine, le Parlement de l'Alsace-Lorraine. Il restera au Parlement d'Alsace-Lorraine jusqu'en 1918, dans le groupe des Liberaldemokraten, aux idées progressistes.

## Mandats
- Landtag d'Alsace-Lorraine
  - 1911-1918 : Montigny-Sablon (Liberaldemokraten)

## Sources
- Regierung und Landtag von Elsaß-Lothringen 1911–1916. Biographisch-statistisches Handbuch, Mühlhausen 1911, (p. 207).